# Macaca hecki
El macaco de Heck (Macaca hecki) es una especie de primate catarrino de la familia Cercopithecidae. La especie fue separada de Macaca tonkeana por Groves en 2001. Es endémico del norte de Célebes. Se conoce poco acerca de su hábitat y ecología pero se presume que es, diurno, frugívoro, semiarborícola y que prefiere la selva húmeda. En la Lista Roja de la UICN se considera una especie vulnerable, a causa del decrecimiento de su población por la pérdida de su hábitat y fragmentación del mismo. Adicionalmente la especie se le captura, envenena y dispara por parte de los agricultores a causa de las incursiones en sus cultivos.